# PowerWash Simulator
PowerWash Simulator est un jeu vidéo de simulation développé par FuturLab et édité par Square Enix Collective. Disponible en accès anticipé via Steam le 19 mai 2021,, le jeu est publié le 14 juillet 2022 sur Microsoft Windows, Xbox One et Xbox Series X/S puis le 30 janvier 2023 sur Nintendo Switch, PlayStation 4 et PlayStation 5.
Les joueurs prennent le contrôle d'une entreprise de lavage à haute pression et effectuent divers travaux pour gagner de l'argent. Le gameplay tourne principalement autour de l'utilisation d'une laveuse à pression pour nettoyer la saleté des objets et des bâtiments.

## Système de jeu
PowerWash Simulator est un jeu de simulation joué à la première personne. Situé dans la ville de Muckingham, les joueurs prennent le contrôle d'une petite entreprise de lavage à haute pression et acceptent des emplois pour une variété de clients dans différents endroits sous forme de niveaux. Les joueurs doivent enlever la saleté de divers objets, allant de maisons  à un rover martien, pour terminer chaque niveau. Le nettoyage réussi d'un objet rapportera au joueur de l'argent, qui pourra ensuite être utilisé pour améliorer ses outils de lavage hautes intensités. Ces améliorations permettent au joueur de personnaliser sa laveuse à pression pour qu'elle soit plus efficace à certaines distances ou dans certaines situations. Le joueur peut également utiliser des outils supplémentaires, comme une échelle pour atteindre différentes zones d'un niveau. 

## Accueil

### Avant la sortie
Cass Marshall de Polygon a fait l'éloge du jeu pour son gameplay décontracté, écrivant qu'il "[capture] les éléments les plus relaxants des soins à domicile sans aucun tracas". Jordan Devore de Destructoid a également fait l'éloge du jeu pour son gameplay "robuste", mais a noté que de légers problèmes étaient présents dans la démo du jeu, notamment marcher sur des pentes et terminer la dernière partie des niveaux. Gabriel Zamora de PCMag a aussi fait l'éloge de la boucle du système du jeu satisfaisante, de la sensation de jeu relaxante, de la variété d'éléments à nettoyer et du style graphique et de la présentation "formidables", mais a contesté le système de savon mal implémenté, la simulation non naturelle de l'eau et de la saleté, le son fade et les mouvements du personnage lent. 

### Critique à la sortie
PowerWash Simulator a reçu des critiques « généralement favorables » pour la version Windows et des critiques « mitigées ou moyennes » pour la version Xbox Series X/S, selon l'agrégateur de critiques Metacritic,.  
Ed Thorn de Rock Paper Shotgun a fait l'éloge du mode carrière du jeu, de la sensation de jeu zen, de la variété de modes importants et de l'ajout de la coopération en ligne, mais a critiqué le rythme de certains travaux, concluant : "... les problèmes avec le jeu sont petits par rapport à la vraie satisfaction et aux moments sereins qu'il procure. . . Ce n'est pas trop complexe, ne se prend pas trop au sérieux et a encore beaucoup de profondeur pour ceux qui veulent juste arroser un bungalow." Fraser Gilbert de Pure Xbox a attribué au titre 8/10 étoiles et a apprécié son gameplay intuitif, son rythme tranquille, sa variété de modes et l'inclusion de la coopération en ligne tout en notant sa nature répétitive et l'absence d'une bande son appropriée.

## Postérité
PowerWash Simulator est utilisé dans le cadre d'une étude menée par l'Université d'Oxford auprès d'environ 8 700 joueurs. Dans des résultats publiés en septembre 2024, les chercheurs concluent qu'une session de quinze minutes de jeu améliore l'humeur de 72 % des sondés, ce qui permet d'alimenter la thèse que les jeux vidéo seraient bénéfiques à la santé mentale.

## Référence
1. ↑  « PowerWash Simulator on Steam », store.steampowered.com
2. 1 2 3  « Early Access Review: PowerWash Simulator », 19 mai 2021
3. ↑  « PowerWash Simulator launches July 14 for Xbox Series, Xbox One, and PC », Gematsu, 10 juin 2022 (consulté le 11 juin 2022)
4. ↑  « PowerWash Simulator prend date sur PS4, PS5 et Switch », sur actugaming.net, 7 janvier 2023 (consulté le 10 février 2023).
5. ↑  « PowerWash Simulator - Dev Log #9 - Story - Steam News », store.steampowered.com, 21 avril 2021
6. ↑  « PowerWash Simulator Looks Like A Cathartic Way To Fight Grime »
7. 1 2  Marshall, « PowerWash Simulator is my new chill vibes game », Polygon, 7 juin 2021
8. ↑  « I was worried, but then PowerWash Simulator washed my dumb, anxious brain clean », The A.V. Club
9. ↑  « PowerWash Simulator is somebody's dream game », 20 avril 2021
10. ↑  (it) « PowerWash Simulator, la Recensione », Eurogamer.it,‎ 15 juillet 2022 (lire en ligne, consulté le 14 août 2022)
11. ↑  (en) « PowerWash Simulator Review – Filthy Rich », GameSpot,‎ 26 juillet 2022 (lire en ligne, consulté le 14 août 2022)
12. ↑  (en) Simon Cardy, « PowerWash Simulator Review », sur IGN, 19 juillet 2022 (consulté le 14 août 2022)
13. 1 2  (en) « PowerWash Simulator PC », sur Metacritic (consulté le 14 août 2022).
14. 1 2  (en) « PowerWash Simulator Xbox Series », sur Metacritic (consulté le 14 août 2022).
15. ↑  (en) « PowerWash Simulator (for PC) Review », PCMAG (consulté le 16 juillet 2022)
16. ↑  (en) Ed Thorn, « PowerWash Simulator review: a first-person soother built to relieve pressure », Rock, Paper, Shotgun,‎ 12 juillet 2022 (lire en ligne, consulté le 16 juillet 2022)
17. ↑  (en-GB) Pure Xbox, « Review: PowerWash Simulator - A Great Way To Chill Out With Xbox Game Pass », sur Pure Xbox, 13 juillet 2022 (consulté le 14 août 2022)
18. ↑  (en) Sophie McEvoy, « Oxford University study with PowerWash Simulator finds 72% feel happier while playing games », sur GamesIndustry, 25 septembre 2024.